# علي محمد خان
علي محمد خان (بالأردوية: علی محمد)‏ (بالإنجليزية: Ali Muhammad)‏ هو سياسي باكستاني، ولد في 30 نوفمبر 1977 في باكستان. حزبياً، نشط في حركة الإنصاف الباكستانية. وقد انتخب عضو الدورة ال 15 في الجمعية الوطنية في باكستان ‏ عن دائرة NA-23 Mardan-III ‏ وقد انضم خلال فترته النيابية ‏  للكتلة البرلمانية حركة الإنصاف الباكستانية وانتخب عضو الدورة الرابعة عشر في الجمعية الوطنية في باكستان ‏ عن دائرة NA-10 (Mardan-II) ‏ وقد انضم خلال فترته النيابية ‏ (1 يونيو 2013 – )  للكتلة البرلمانية حركة الإنصاف الباكستانية وانتخب عضو الجمعية الوطنية في باكستان.